# Fult språk
Fult språk är benämningen på det typ av språk som uppfattas vara fult, vulgärt, olämpligt, ohyfsat eller stötande. Vad som är fult språk är mycket diffust eftersom ”fult” bestäms av den som kommer i kontakt med och använder språket. Ålder, social klass, kultur och religion är faktorer som påverkar personen som bedömer om språket är fult eller inte. De vanligaste formerna av fult språk är namn på saker som anses vara fula, svärord, ord som blir fula i olika sammanhang, slangord och ord som ersätter redan befintliga ord.

## Namn på saker som anses vara fula
Saker som förekommer i naturen och egentligen är helt neutrala kan anses vara fula att använda. Ofta är det ord som är kopplat med orenlighet som kräks, skit med mera som betraktas vara fult. Lars Gunnar Anderssons (författare till boken Fult språk) teori är att detta kan ha att göra med att hygien har fått väldigt stor betydelse de senaste årtiondena. 

## Svordomar
Vanliga fula uttryck och ord är kanske det mest kända och som flest personer anser vara fult språk. Till exempel så kan man vara ”ful i mun” när man använder sig av svordomar. Dessa ord är ofta tabubelagda eftersom de är fula av sig själva, oavsett sammanhang och de har inte heller någon annan funktion än att vara just fula.

## Slangord och ord som ersätter redan befintliga ord
När man använder sig av slangord eller ersätter ord med andra ord som till exempel ”grej” kan det anses vara fult och ovårdat. Det är främst den yngre generationen som gör detta utan att tänka på det medan de äldre finner det ovårdat och slarvigt. 

## Ord som blir fula i olika sammanhang
Ord kan vara olika fula eller inte alls fula för olika personer. Det är vi själva som bildar oss uppfattningen om vad som är fult och fint, precis som allting annat. Det är mycket vanligt att uppfattningen om språket varierar mellan nationaliteter, språk, kulturer och religioner. Dessutom beror fulheten på i vilket sammanhang som ordet används. Till exempel är ”hora” inget fult ord i sig eftersom det är ett annat ord för "prostituerad kvinna" men det kan anses vara stötande och som en svordom om det används som skällsord. Andra exempel på denna typ av ord är könsord, fysiska och mentala handikapp. 